# Nixe
Nixe is een geslacht van haften (Ephemeroptera) uit de familie Heptageniidae.

## Soorten
Het geslacht Nixe omvat de volgende soorten:
- Nixe dorothae
- Nixe flowersi
- Nixe horrida
- Nixe inconspicua
- Nixe joernensis
- Nixe kennedyi
- Nixe littorosus
- Nixe lucidipennis
- Nixe mitificus
- Nixe obscurus
- Nixe perfida
- Nixe rusticalis
- Nixe spinosa